# Ivan Puluj
Ivan Pavlovytch Pouliouï, dit Ivan Puluj (en ukrainien : Іва́н Па́влович Пулю́й ; en allemand : Johann Puluj), né le 2 février 1845 à Hrymaliv, en Galicie, actuellement dans l'oblast de Ternopil en Ukraine et mort le 31 janvier 1918 à Prague, est un physicien et inventeur ukrainien, pionnier du développement et de l'utilisation des rayons X dans l'imagerie médicale.

## Carrière
Ivan Puluj obtient deux diplômes de l'université de Vienne : un en théologie en 1869 et un en philosophie en 1872. Il finit son doctorat, dirigé par August Kundt à l'université de Strasbourg et portant sur la friction interne des gaz en 1876. Il enseigne à l'académie de la marine de Fiume, en Croatie, de 1874 à 1876, à l'université de Vienne de 1874 à 1884 et à l'université technique de Prague de 1884 à 1916. Il est recteur de cette dernière en 1888 et 1889. Il sert aussi d'expert en électrotechnique auprès des gouvernements de Bohême et de Moravie

## Promotion de la culture ukrainienne
Il soutient l'ouverture d'une université ukrainienne à Lviv et publie de nombreux articles soutenant la langue ukrainienne, traduisant même la Bible en ukrainien,. Il existe l'université nationale technique Ivan-Puluj de Ternopil.

## Honneur
L'astéroïde (226858) Ivanpuluj est nommé en son honneur.